# Nos ancêtres les Gaulois
Nos ancêtres les Gaulois (deutsch: Unsere Vorfahren, die Gallier) ist ein Ausdruck, der im 19. und 20. Jahrhundert benutzt wurde, um eine Tradition Frankreichs auf das unabhängige Gallien von vor 2000 Jahren zu konstruieren. Auf diese Art sollte vor allem in den Schulbüchern der französischen Geschichte während  der III. Republik das Nationalgefühl gestärkt werden. Die gallische Herkunft, sowohl kulturell als auch genetisch, wird noch heute gern von Politikern unterstrichen.

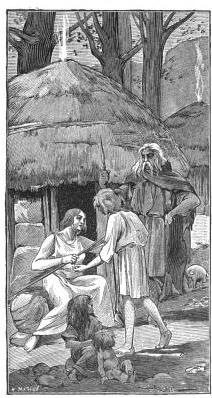
Erstes Kapitel Les Gaulois et les Romains in Histoire de France, cours élémentaire, 1913 unter Leitung von Ernest Lavisse herausgegeben

## Geschichte
Seit dem frühen Mittelalter unterstreicht die fränkische Monarchie einen troyanischen Ursprung. Die gallische Abstammung wird vor allem ab dem 17. Jahrhundert hervorgehoben. Dies wird verstärkt durch die Revolutionäre von 1789, die die Privilegien der Aristokraten abschafften und verstärkt auf dem fränkischen Ursprung bestanden, der der Theorie der «ancêtres gaulois» entsprach. Sie geht auf die Idee einer gallischen „Nation“ zurück, die sich während des Gallischen Krieges bereits vor über 2000 Jahren gebildet haben soll. Das damalige Gallien setzte sich jedoch aus zahlreichen Stämmen zusammen und bildete keine politische Einheit; die verschiedenen Stämme wanderten zum Teil weit über das heutige Gebiet Frankreichs (Hexagone) hinaus. Dieses Phänomen wurde in der Geschichtswissenschaft als Völkerwanderung diskutiert. Die Geschichte der französischen Sprache zeigt – neben dem Einfluss durch das Lateinische – einen längeren Entwicklungsprozess. Einen starken Einfluss übte auch der westgermanische Stamm der Franken ab dem 5. Jahrhundert aus.
In Verkürzung dieser Entwicklung über mehrere Jahrhunderte ersetzten die Historiker, die die Gedanken der Revolution begünstigen wollten, «die Vorfahren aus Troyes durch die gallischen Vorfahren und machen Vercingétorix zu einer Berühmtheit».
Dieser Mythos des Ursprungs ist Teil des „roman national“, wie er am Beginn des 19. Jahrhunderts von verschiedenen Historikern (Amédée Thierry, Henri Martin, Ernest Lavisse) beschrieben wurde, die damit einen Ursprung Frankreichs bestimmen wollten. Diese Vision der Ursprünge Frankreichs wird durch die historiographische Entwicklung am Ende des 20. Jahrhunderts in Frage gestellt.
Der Ausdruck «Nos ancêtres les gaulois» geht vor allem auf Ernest Lavisse zurück, wenn er lehrte:
- Früher hieß unser Land Gallien und die Einwohner wurden Gallier genannt. (Elementarstufe, 1)
- Vor zweitausend Jahren hieß Frankreich Gallien. (Mittelstufe, 5)
- Wir wissen nicht genau, wie viel Gallier es bei Ankunft der Römer gab. Man schätzt, es waren 4 Millionen. (Schlussfolgerung des 1. Buches der Mittelstufe)
- Die Römer, die damals kamen, siedelten hier in kleiner Zahl. Auch die Franken waren nicht sehr zahlreich, Clovis hatte nur wenige tausend bei sich. Der Grundstock unserer Bevölkerung blieb also gallisch. Die Gallier sind unsere Vorfahren. (Mittelstufe, 26)
- In der Folgezeit änderte Gallien den Namen. Es nannte sich Frankreich. (Elementarkurs, 14)

Die symbolhafte Formel „Unsere Vorfahren, die Gallier“ findet sich bei Lavisse in einer Passage des Wörterbuchs der Pädagogik und des Primarunterrichts (begonnenen 1878 und erschienenen 1887):
«In der weit zurückliegenden Periode liegt eine Poesie, die man in die jungen Seelen übertragen muss, um ein patriotisches Gefühl zu stärken. Machen wir, dass sie die Gallier, unsere Vorfahren,  lieben und auch die Wälder der Druiden, Karl Martell in Poitiers, Roland in Ronceveaux, Gottfried von Bouillon in Jerusalem, Jeanne d’Arc, Bayard, all unsere ehemaligen Helden, auch wenn sie von Legenden umgeben sind, denn es ist ein Unglück, dass unsere Legenden vergessen werden und es in den Haushalten nichts mehr zu erzählen gibt und man in allen Ecken Frankreichs nur die verkommenen und dummen Erzählungen hört, die von Paris kommen. Ein Land wie Frankreich kann nicht ohne Poesie leben.»
Obwohl die Schulbücher auf dem französischen Festland und in den überseeischen Gebieten für eine gewisse Zeit identisch waren, wurde diese Lehre in den französischen Kolonien an die lokale Bevölkerung angepasst. So geschehen 1949 mit dem Geschichtsbuch von Bonnefin und M. Marchand mit dem Titel Que se passait-il en Algérie à l’époque où tel événement arrivait en France?

## Forschungsstand
In der heutigen französischen Sprache sind weniger Wörter mit gallischem Ursprung zu finden als solche mit altfränkischen Wurzeln. In den geografischen Bezeichnungen (Toponomastik) findet man ihn umso häufiger: Stadtnamen und historische Landschaften beziehen sich oft auf die Civitas der Gallier, Gewässernamen (Hydronym) im Seinebecken.
Mit Hilfe der DNA von Fossilien, aus Gräbern und von europäischen und französischen Zeitgenossen ließ sich die Geschichte der Bevölkerung Europas und Frankreichs bis in die Urgeschichte zurückverfolgen. Es war also eine vor allem gallische Bevölkerung, die im 1. Jahrtausend das Gebiet des heutigen Frankreich besiedelte.

## Satirische Aspekte
Nos ancêtres les Gaulois ist auch der Titel eines satirischen Romans von André Chamson, das 1958 veröffentlicht wurde. Henri Salvador fand den Ausdruck besonders komisch aus dem Munde eines seiner westindischen (Antillen) Lehrers und erzählte die Anekdote 1958 Boris Vian, der sofort die Worte zum Chanson Faut rigoler schrieb.